# 飛棍

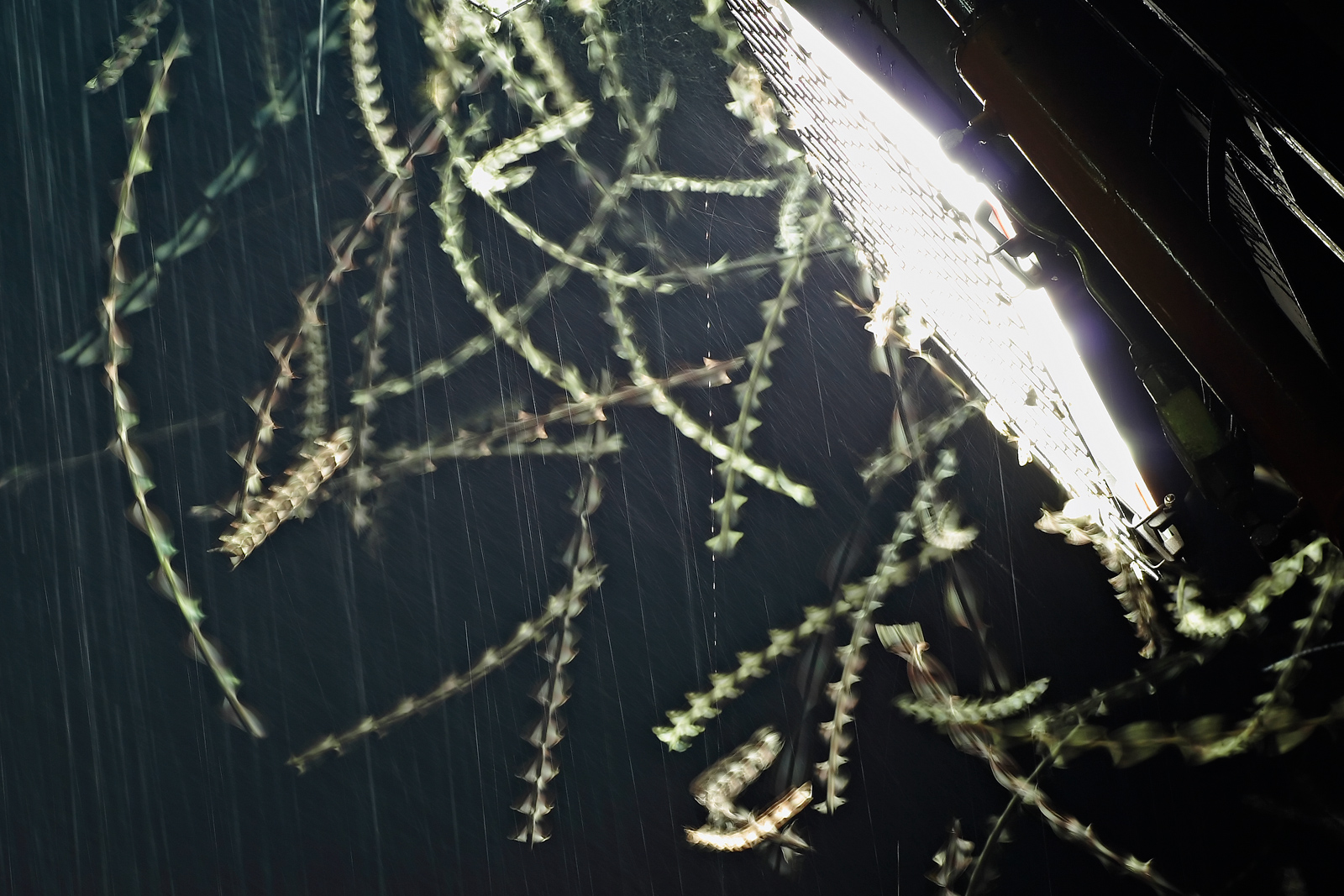
長時間曝光的飛棍照片

飛棍，又稱天竿魚（源自日本神秘动物学家並木伸一郎建議的名稱“Skyfish”）或螺姿（源自這種生物的英文名稱“Rods”）。

## 未知
最早认为它是地球上一種未知的飛行物體或生物，速度非常快，肉眼不能看見，只能以照相機或攝錄機來捕捉其行蹤。
飛棍是於1994年3月在美國首度被發現的，當時一名攝影師整理影片時，無意中發現這種東西在片段內高速掠過。之後世界各地均有人以照相機拍到飛棍，可以知道飛棍在地球上無處不在。
又有人發現洞穴的壁畫中，有一些東西和現時拍到的飛棍頗為相似，認為人類在多年前早已知道飛棍的存在。
由於現在沒有任何飛棍的實體給人們捕捉得到，且沒有人看過它們的屍首殘骸，因此人們對飛棍的認識仍然非常少。
飛棍不只在歐美國家出現，近年在東亞地區亦開始有相關的報導，都是在攝影畫面中被發現的。

## 真相
很多人怀疑“飛棍”的真實存在性，攝影技術发明之前没有任何的目擊報告，即使当今也没有任何照片証据，只有攝影機拍攝到“飛棍”的影像。因此,有人認為“飛棍”是一種攝影技術造成的。
這種觀點一般认为它是由於像機或照相机的快門時間過長所造成昆蟲在底片上形成的殘像。因為一直以來，飛棍都只在攝影機的鏡頭內出現，而並未有在其他途徑看到。
當把快門調慢，畫面就會變得模糊，昆蟲飛行就會在攝影機上留下軌跡，形成一個長條狀，貌似“飛棍”。其翅膀形状是因为昆虫在一帧内扇动了翅膀数次所致。
只要把摄影机的速率调到1/12以下，昆虫就会变成飞棍了。

## 相關網站
- . 新华网. 2005-03-05. （原始内容存档于2005-03-05）. （页面存档备份，存于）
- .   [2019-07-17]. （原始内容存档于2021-05-25） （英语）. （页面存档备份，存于）
- . 世界经理人. 2005-05-20  [2005-08-11]. （原始内容存档于2005-08-11）. （页面存档备份，存于）
- . 央视网. 走近科学. 2013-06-10  [2019-07-17]. （原始内容存档于2020-02-20）. （页面存档备份，存于）